# São João dos Patos
São João dos Patos is een gemeente in de Braziliaanse deelstaat Maranhão. De gemeente telt 24.357 inwoners (schatting 2009).